# Corte Penal Internacional y Afganistán
El 20 de noviembre de 2017, el Fiscal solicitó autorización a los jueces preliminares para iniciar una investigación sobre presuntos crímenes de guerra y crímenes contra la humanidad en relación con el conflicto armado en la República Islámica de Afganistán desde el 1 de mayo de 2003, así como con respecto a crímenes similares relacionados al conflicto armado en Afganistán presuntamente cometido en el territorio de otros Estados partes en el Estatuto de Roma desde el 1 de julio de 2002.

## Sanciones de Estados Unidos
Durante el gobierno de Donald Trump las sanciones de su gobierno contra la Corte se intensificaron. El 17 de marzo de 2019, el secretario Mike Pompeo declaró que ha dado la orden de retirar los visados de ingreso a este país a los empleados de la Corte en reprimenda de la apertura de una investigación sobre supuestos abusos cometidos en la guerra de Afganistán en particular de cargos contra 44 personas por genocidio y crímenes de lesa humanidad o de guerra. A la fiscal en jefe de la Corte Fatou Bensouda se le retiró su visado; la fiscal manifestó que seguiría investigando “sin miedo y sin favoritismos”.

#### Abril de 2019
Una semana después, en abril de 2019, los jueces de la CPI rechazaron investigar los abusos o crímenes cometidos en Afganistán alegando que una "investigación en este momento no serviría a los intereses de la justicia" indicó un comunicado de la CPI. Se entendió que es mejor para la "Corte usar sus recursos otorgando la prioridad a las actividades que tengan más posibilidades de estar coronadas por el éxito". Sobre esta decisión la ONG Human Rights Watch comento "es un golpe devastador para las víctimas que sufrieron graves crímenes, sin haber obtenido reparación" en un comunicado. Asimismo Amnistía Internacional condenó la decisión y comento 

En Afganistán se han perpetrado crímenes atroces con casi total impunidad en todo el país durante más de 15 años. La decisión tomada hoy por la CPI es un vergonzoso abandono de las víctimas que debilitará su ya cuestionable credibilidad
Biraj Patnaik director de Amnistía Internacional

Ninguna de las razones dadas por los jueces de la CPI justifica esta decisión. La investigación de los crímenes más graves siempre se ha llevado a cabo en circunstancias difíciles. En todo caso, la renuencia de la Corte a continuar con las investigaciones ante estas dificultades sólo revela que está sobrepasada, y señala su escasa determinación
Biraj Patnaik director de Amnistía Internacional

#### Septiembre de 2019
El 27 de septiembre de 2019, la Cámara de Apelaciones de la Corte Penal Internacional programó una audiencia para recibir argumentos orales en las apelaciones de las víctimas y del Fiscal contra la "Decisión de la Sala de Cuestiones Preliminares II de conformidad con el Artículo 15 del Estatuto de Roma sobre Autorización de una investigación sobre la situación en la República Islámica de Afganistán".
La audiencia se llevó a cabo en audiencia pública durante tres días del 4 al 6 de diciembre de 2019. Dada la importancia de las cuestiones legales que deben abordarse, la Cámara de Apelaciones invitó a los Estados interesados a asistir a la audiencia, e invitó a profesores de procedimiento penal y/o derecho internacional, incluido el derecho internacional de los derechos humanos, así como a organizaciones con experiencia legal específica en derechos humanos.

#### Marzo de 2020
El 5 de marzo de 2020, por unanimidad, la corte autorizó a la fiscal general a comenzar las investigaciones sobre posibles crímenes de guerra en Afganistán. La sentencia de la Sala de Apelaciones modificó la decisión de la Sala de Cuestiones Preliminares II del 12 de abril de 2019, que rechazó la solicitud del Fiscal de autorizar una investigación del 20 de noviembre de 2017 y determinó que el inicio de una investigación no redundaría en interés de la justicia. La fiscal había presentado un recurso contra esa decisión. El juez Piotr Hofmański, el presidente del tribunal en esta apelación, leyó un resumen de la sentencia de la Sala de Apelaciones en audiencia pública. La Sala de Apelaciones consideró que la Cámara de Cuestiones Preliminares cometió un error al considerar no serviría a los intereses de la justicia al examinar la solicitud de autorización del Fiscal para abrir una investigación. Tras observar que la decisión de la Sala de Cuestiones Preliminares contenía todas las conclusiones de hecho necesarias y había confirmado que existe una base razonable para considerar que se cometieron crímenes dentro de la jurisdicción de la CPI en Afganistán, la Sala de Apelaciones decidió autorizar la apertura de una investigación en sí misma, en lugar de enviar el asunto a la Sala de Cuestiones Preliminares para una nueva decisión.

#### Junio 2020
En junio de 2020, el gobierno del presidente Donald Trump firmó una orden ejecutiva autorizando sanciones económicas y restricciones de viaje contra empleados de la corte directamente involucrados en la investigación de tropas estadounidenses y funcionarios de inteligencia por posibles crímenes de guerra en Afganistán.

"Las acciones de la Corte Penal Internacional son un ataque a los derechos del pueblo estadounidense y amenazan con infringir nuestra soberanía nacional"
secretaria de prensa de la Casa Blanca, Kayleigh McEnany

La orden ejecutiva autorizó al secretario de estado a bloquear los activos financieros dentro de la jurisdicción de los EE. UU. del personal de la corte que se dedica directamente a investigar, acosar o detener al personal de los EE. UU. La orden autoriza a impedir que funcionarios de la corte y sus familiares involucrados en las investigaciones ingresen a ese país. Grupos de derechos humanos deploraron la medida de la administración Trump. 

- La última acción de la administración Trump allana el camino para imponer sanciones contra los funcionarios de la CPI y demuestra desprecio por el estado de derecho global "
- Este asalto a la CPI es un esfuerzo para bloquear a las víctimas de delitos graves, ya sea en Afganistán, Israel o Palestina por ver justicia. Los países que apoyan la justicia internacional deberían oponerse públicamente a este evidente intento de obstrucción ”

Andrea Prasow, directora de Human Rights Watch en Washington."

Por su parte, la oficina de derechos humanos de las Naciones Unidas lamentó el impacto que las sanciones autorizadas por el presidente de Estados Unidos, podrían tener sobre juicios e investigaciones en marcha en la Corte Penal Internacional, afirmando que su independencia debía ser protegida.

#### Septiembre 2020
En septiembre el secretario de estado de Estados Unidos, Mike Pompeo anunció sanciones contra la fiscal general de la Corte Penal Internacional (CPI), Fatou Bensouda y contra el jefe de la División de Jurisdicción, Complementación y Cooperación de la Oficina del Fiscal de la CPI, Phakiso Mochochoko.

Estados Unidos nunca ratificó el Estatuto de Roma que creó esa corte y no toleraremos ilegítimos intentos de someter a estadounidenses a su jurisdicción
Mike Pompeo

Asimismo Pompeo amenazó a todos aquellos que apoyan a la CPI y a sus integrantes.

Los individuos y entidades que continúen dando apoyo material a esos individuos se arriesgan también a ser sancionados
Mike Pompeo

Asimismo el presidente de la "Asamblea de los Estados Partes" (órgano legislativo y de supervisión de la Corte Penal Internacional) O-Gon Kwon rechazo enérgicamente las medidas anunciadas por Pompeo y las calificó de;

tan inaceptables y sin precedentes contra una organización basada en un tratado internacional. Tales medidas, solo sirven para debilitar nuestro esfuerzo común en la lucha contra la impunidad por atrocidades masivas
O-Gon Kwon

#### Abril 2021
El nuevo presidente de los Estados Unidos revocó las sanciones impuestas a la Corte Penal Internacional por su antecesor Donald Trump, por considerarlas "inapropiadas e ineficaces". Biden manifestó sus discrepancias ante las medidas de ese organismo sobre la situación en Afganistán y Palestina.
Paralelamente, el secretario de Estado, Antony Blinken, indicó que se pone fin a las "amenazas e imposición de sanciones económicas y restricciones de visado a integrantes de la Corte", en particular se levantaron las sanciones contra la fiscal Fatou Bensouda, y el jefe de la División de Jurisdicción, Complementariedad y Cooperación de la Fiscalía, Phakiso Mochochoko.